# Partit Comunista Indoxinès
No confondre amb Partit Comunista d'Indoxina

El Partit Comunista Indoxinès (PCI; Vietnamita: Đảng Cộng sản Đông Dương) va ser un partit polític sorgit de la transformació del Partit Comunista del Vietnam (Việt Nam Cộng sản Đảng), l'octubre de 1930. Aquest partit es va dissoldre l'11 de novembre de 1945.

## Història

### Antecedents
El Partit Comunista Vietnamita (Việt Nam Cộng sản Đảng), fundat el 3 de febrer de 1930 mitjançant la unió del Partit Comunista d'Indoxina (tot i el seu nom, aquest partit només era actiu a Tonkin) i el Partit Comunista d'Annam (actiu només a la Cotxinxina). Posteriorment també s'hi va afegir la Lliga Comunista d'Indoxina (activa només a la part central d'Annam).
El Comintern, no obstant, va considerar que el moviment comunista s'hauria de promoure a tota l'Indoxina francesa (incloent Cambodja, Laos i Vietnam), enlloc de centrar-se només en el Vietnam- Per aquest motiu va demanar al Partit Comunista Vietnamita que es transformés en el Partit Comunista Indoxinès.

### Transformació
En una resolució publicada pel Partit Comunista Vietnamita l'octubre de 1930, criticaven les seves pròpies resolucions i el nom del partit. La resolució declarava que "quan vam anomenar el partit "Partit Comunista Vietnamita", implicava que Laos i Cambodja no es tenien en compte. Excloent aquests països es comet un error, perquè Annam, Cambodja i Laos haurien d'esta en estret contacte entre ells en l'àmbit polític i econòmic, encara que no comparteixin llengua, costums o ètiques." Així, el partit va resoldre "abandonar el nom de "Partit Comunista Vietnamita" per adoptar el de "Partit Comunista Indoxinès"".
Més tard, el Partit Comunista Indoxinès va publicar una declaració on explicava les raons del canvi de nom. Tenint en compte la relació històrica entre el Vietnam, Laos i Cambodja, el document emfatitzava la necessitat d'unitat entre els tres països per fer fora el règim colonial francès de l'Indoxina.

### Programa del partit
El programa d'acció del partit estava basat en 10 punts:
1. Fer fora l'imperialisme francès i el feudalisme vietnamita i reaccionari burgès;
2. Fer d'Indoxina un territori completament independent;
3. Establir un govern dels obrers, els camperols i els soldats;
4. Confiscar els bancs i altres empreses pertanyents als imperialistes i posar-los sota control del govern dels obrers, els camperols i els soldats;
5. Confiscar totes les plantacions i propietats pertanyents als imperialistes i als burgesos reaccionaris vietnamites, i distribuir-les entre els camperols pobres;
6. Implementar un horari laboral de 8 hores;
7. Abolir la compra forçada de bons del govern, la taxa electoral i totes les taxes injustes aplicades als pobres;
8. Portar les llibertats democràtiques a les masses;
9. Impartir educació a tota la gent;
10. Assolir la igualtat entre homes i dones.

### Dissolució
L'11 de novembre de 1945, el Patit Comunista Indoxinès es va dissoldre mitjançant un comunicat. Més tard, el 1951, els membres vietnamites del partit van fundar el Partit dels Obrers del Vietnam (Đảng Lao động Việt Nam)